# 대한민국의 자살
대한민국의 자살은 대한민국에서 발생한 자살 사건이다.

## 법률적 관점
자살 자체는 형법상 죄가 아니며, 형법 252조 2항 자살교사방조죄와 형법 253조 위계위력살인죄를 처벌하고 있다. 자살교사방조죄는 타인이 자살하도록 교사하거나 방조하는 것을 말하며, 위계위력살인죄는 위계나 위력으로 자살을 교사 또는 방조하는 경우를 말한다.
자살을 교사 방조하면 252조 2항 자살교사방조죄가 되어 1년 이상 10년 이하의 징역에 처하지만, "위계 또는 위력으로" 자살을 교사 방조하면 253조 위계위력살인죄가 되어 250조 살인죄와 같은 사형, 무기 또는 5년 이상의 징역에 처한다. 즉, 자살의 교사 방조에 위계나 위력이 있었는가 없었는가는 매우 중요하다.
위계위력살인죄는 살인죄에 준하여 처벌하는데, 예컨대 직접 칼로 찔러 살인하지 않고, 스스로 칼로 찔러 죽으라고 협박하여 자살케 한 경우로서, 살인과 별다른 차이가 없기 때문에 살인죄에 준하여 처벌한다고 명시하고 있다.
동반자살은 위력이 없는 경우 자살방조로 형법상으로 다루고 있다.

## 자살률
1980년대 대한민국의 자살률은 전반적으로 낮은 수준을 유지하였다. 인구 10만 명당 자살 사망자 수는 대체로 6명에서 9명 선에 머물렀으며, 1982년에는 6.8명으로 보고되었다. 사회 전반이 산업화와 도시화로 급격히 변화하던 시기였으나, 당시 자살률은 국제적으로 보아도 낮은 편에 속하였다. 이 시기 대한민국은 아직 자살 문제가 주요한 사회적 이슈로 부각되지 않은 상태였다고 평가할 수 있다.
1990년대에 들어서면서 자살률은 완만한 증가세를 보였다. 1990년대 초반의 자살률은 인구 10만 명당 8명에서 10명대 초반을 기록하였으며, 1990년대 중반까지도 큰 폭의 변동은 나타나지 않았다. 그러나 1997년 외환위기를 기점으로 자살률은 급격히 상승하였다. 같은해 자살률은 13.1명이었으나, 1998년에는 18.4명으로 단기간에 40% 이상 증가하였다.
이는 경제 위기와 대량 실업, 사회적 불안정이 국민 정신건강에 심대한 악영향을 미쳤음을 보여주는 사례라 할 수 있다. 1990년대 후반부터 자살률은 뚜렷한 상승 국면에 접어들었다.
2000년대에 들어서면서 자살률은 꾸준히 증가하여 2004년에는 25.2명에 달하였고, 2011년에는 31.7명으로 정점에 이르렀다. 이 시기의 자살률은 OECD 평균을 크게 상회하는 수준으로, 대한민국이 자살률이 가장 높은 국가 중 하나로 지목되는 원인이 되었다.
2011년 자살예방법이 제정·시행됨에 따라 국가적 차원의 자살 예방 정책이 본격화되었고, 그 결과 자살률은 다소 감소세를 보였다. 2013년에는 29.1명으로 하락하였으며, 2019년에는 24.6명으로 보고되었다. 그러나 이는 여전히 주요 선진국 평균과 비교할 때 상당히 높은 수치였다.
2020년대에 접어든 이후 자살률은 다시 증가세를 나타내고 있다. 2022년에는 25.2명으로 조사되었고, 2023년에는 27.3명으로 상승하였다. 나아가 2024년에는 역대 두 번째로 많은 14,439명이 자살로 사망한 것으로 집계되어 사회적 우려가 재차 고조되고 있다.
| 년도   | 자살자 수 | 10만명당 자살자 수 | 증감치 | 하루 평균 | OECD 순위 |
| ------ | --------- | ------------------ | ------ | --------- | --------- |
| 2024년 | 14,439명  | 28.3               | +2.9%  | 40.0명    | 1위       |
| 2023년 | 13,978명  | 27.3               | +6.7%  | 38.3명    | 1위       |
| 2022년 | 12,906명  | 25.2               | -1.9%  | 35.4명    |           |
| 2021년 | 13,352명  | 26.0               | +0.3%  | 36.6명    | 1위       |
| 2020년 | 13,195명  | 25.7               | -1.2%  | 36.1명    | 1위       |
| 2019년 | 13,799명  | 26.9               | +0.3%  | 37.8명    | 1위       |
| 2018년 | 13,670명  | 26.6               | +2.3%  | 37.5명    | 1위       |
| 2017년 | 12,463명  | 24.3               | -1.3%  | 34.1명    | 2위       |
| 2016년 | 13,092명  | 25.6               | -0.9%  | 35.9명    | 1위       |
| 2015년 | 13,513명  | 26.5               | -0.8%  | 37명      | 1위       |
| 2014년 | 13,836명  | 27.3               | -1.2%  | 37.9명    | 1위       |
| 2013년 | 14,427명  | 28.5               | +0.4%  | 39.5명    | 1위       |
| 2012년 | 14,160명  | 28.1               | -3.6%  | 38.8명    | 1위       |
| 2011년 | 15,906명  | 31.7               | +1.7%  | 43.6명    | 1위       |
| 2010년 | 15,566명  | 31.2               | +0.2%  | 42.6명    | 1위       |
| 2009년 | 15,413명  | 31.0               | +5.0%  | 42.2명    | 1위       |
| 2008년 | 12,858명  | 26.0               | +1.2%  | 35.2명    | 1위       |
| 2007년 | 12,174명  | 24.8               | +3.0%  | 33.4명    | 1위       |
| 2006년 | 10,653명  | 21.8               | -2.9%  | 29.2명    | 1위       |
| 2005년 | 12,011명  | 24.7               | +1.0%  | 32.9명    | 1위       |
| 2004년 | 11,492명  | 23.7               | +1.1%  | 31.5명    | 1위       |
| 2003년 | 10,898명  | 22.6               | +4.7%  | 29.9명    | 1위       |
| 2002년 | 8,612명   | 17.9               | +3.8%  | 23.6명    | -         |
| 2001년 | 6,911명   | 14.1               | +0.5%  | 18.9명    | -         |
| 2000년 | 6,444명   | 13.6               | -      | 17.7명    | -         |
| 1999년 | 7,056명   | 15.0               | -      | 19.3명    | -         |
| 1998년 | 8,622명   | 18.4               | -      | 23.6명    | -         |
| 1997년 | 6,068명   | 13.1               | -      | 16.6명    | -         |
| 1996년 | 5,959명   | 12.9               | -      | 16.3명    | -         |
| 1995년 | 4,930명   | 10.8               | -      | 13.5명    | -         |
| 1994년 | 4,277명   | 9.5                | -      | 11.7명    | -         |
| 1993년 | 4,208명   | 9.4                | -      | 11.5명    | -         |
| 1992년 | 3,628명   | 8.3                | +1.0%  | 9.9명     | -         |
| 1991년 | 3,151명   | 7.3                | -0.3%  | 8.6명     | -         |
| 1990년 | 3,251명   | 7.6                | +0.2%  | 8.9명     | -         |
| 1989년 | 3,133명   | 7.4                | -      | 8.6명     | -         |
| 1988년 | 3,057명   | 7.3                | -      | 8.4명     | -         |
| 1987년 | 3,425명   | 8.2                | -      | 9.4명     | -         |
| 1986년 | 3,564명   | 8.6                | -      | 9.8명     | -         |
| 1985년 | 3,802명   | 9.3                | -      | 10.4명    | -         |
| 1984년 | 3,498명   | 8.7                | -      | 9.6명     | -         |
| 1983년 | 3,471명   | 8.7                | -      | 9.5명     | -         |

## 통계

### 나이
대한민국의 전체 자살률이 높은 데에는 노인층의 자살률이 특히 높다는 점이 주요 요인으로 작용하고 있다. 노년기에 접어들면서 은퇴로 인한 소득 감소, 의료비 지출 증가, 신체적 노화 및 장애, 배우자 및 지인의 사망, 삶의 목적 상실 등 다양한 사회심리적 요인들이 자살 위험을 높이고 있다. 특히 일부 빈곤한 고령자들은 가족에게 부담이 되지 않기 위해 스스로 생을 마감하는 선택을 하기도 하며, 이는 사회복지 제도가 충분하지 않고, 전통적으로 자녀가 부모를 봉양하던 문화가 약화된 현실과 맞물려 더욱 심각한 문제로 나타나고 있다. 이러한 배경으로 인해 농촌 거주 노인의 자살률은 특히 더 높은 경향을 보인다.
노년층만큼은 아니더라도, 초·중·고 및 대학생 등 청소년과 청년층의 자살률 역시 평균을 상회하고 있다. 특히 9세부터 24세 사이의 연령대에서 자살 또는 자해 사례가 2015년 4,947건에서 2019년 9,828건으로 증가하였다. 당시 발표된 통계에 따르면, 하루 평균 26.9명의 청년이 자살을 시도하거나 자해를 겪고 있는 상황이었다.

### 성별
일반적으로 남성의 자살률은 여성보다 두 배가량 높다. 반면 자살 시도율은 여성에서 더 높은 것으로 나타났다. 이는 남성이 자살 시에 더 치명적이고 극단적인 방법을 선택하는 경향이 있어 자살 ‘완수율’이 높기 때문이라는 연구 결과가 있다. 자살 수단의 치명성을 위험 요소와 구조 가능 요소의 비율로 측정하는 위험 구조 등급 척도에 따르면, 남성은 평균 37.18점, 여성은 34.00점을 기록하였다. 일부 연구에서는 이러한 차이를 바탕으로, 여성은 자살 시도를 일종의 감정 표현으로 하는 경향이 있고, 남성은 확고한 결단 아래 자살을 시도하는 경우가 많다고 해석하고 있다.

### 혼인 상태
연구에 따르면 혼인 상태에 따라 자살률에는 차이가 존재한다. 결혼한 사람보다 결혼 경험이 없거나 이혼, 사별, 별거 등으로 혼인 상태에 변화가 생긴 사람이 자살 위험에 더 많이 노출되어 있는 것으로 나타난다. 이 중에서도 이혼한 사람의 자살 위험이 가장 높고, 결혼한 적이 없는 사람이 그 다음이며, 사별한 사람은 상대적으로 위험이 가장 낮은 집단으로 분석된다.
또한 가족 관계의 만족도 역시 정신 건강에 중요한 영향을 미친다. 이혼, 별거, 사별 상태의 사람들 중 가족 관계에 만족하지 못하는 경우, 우울증, 자살 충동, 낮은 자존감 등의 문제를 더 많이 경험하는 것으로 나타났다.
이러한 혼인 상태에 따른 자살률 차이를 설명하는 이론 중 하나로, 로이 바우마이스터의 도피 이론이 있다. 이 이론에 따르면 자살로 이어질 가능성은 다음의 여섯 단계를 모두 거칠 경우 크게 높아진다고 한다.
1. 개인이 심각한 실패나 좌절을 경험하고, 그것이 자신 또는 사회의 기대에 크게 못 미친다고 판단함.
2. 그로 인해 스스로에 대해 부정적인 평가를 내리고 자기 비난을 시작하며, 심리적으로 하향 궤도에 접어듬.
3. 실패가 자신의 무능함, 비호감, 죄책감, 나쁜 사람이라는 자각 때문이라고 믿음.
4. 이러한 부정적 감정이 점점 심화되어, 자신이 기대에 못 미친다고 생각하게 됨.
5. 그 결과, 사고와 감정이 무감각하고 단순한 상태로 전환되는 인지적 해체가 일어남.
6. 인지적 해체는 자살에 대한 억제력을 약화시키고, 그 결과 자살의 결과나 영향조차 인식하지 못하는 상태에 이르게 됨.

배우자의 사망, 이혼, 또는 별거는 이러한 심리적 과정의 단초가 될 수 있으며, 결과적으로 자살 시도 가능성을 높이는 요인으로 작용할 수 있다.

### 사회 경제적 상태
사회경제적 지위는 일반적으로 인구 집단의 교육 수준, 거주 지역의 도시화 정도, 그리고 생활 환경의 빈곤 수준을 기준으로 측정된다. 낮은 사회경제적 지위, 높은 스트레스 수준, 수면 부족, 음주, 흡연 등은 청소년의 자살 성향과 밀접한 관련이 있는 것으로 나타났다.
노년층에서는 경제적 어려움이 자살의 주요 원인으로 가장 빈번하게 지목되고 있다. 전체 노인의 약 71.4%가 교육을 받지 못하였으며, 37.1%는 농촌 지역에 거주하고 있는 실정이다. 이들은 상대적으로 심각한 경제적 어려움에 직면할 가능성이 높으며, 이는 건강 악화나 가족 내 갈등으로 이어질 수 있다.
이러한 다양한 요인들이 복합적으로 작용하면서, 자살 충동과 자살 시도 및 완수율을 높이는 결과로 이어지고 있다.

### 지역
강원특별자치도는 전국 평균 자살률보다 37.84% 높은 수준을 기록하고 있다. 그 뒤를 이어 충청남도가 두 번째, 전북특별자치도가 세 번째로 높은 자살률을 보이고 있다.
연령대별로 살펴보면, 65세 이상 고령층의 자살률이 가장 높은 지역은 울산, 강원, 인천으로 나타났다. 또한 40세에서 59세 사이 중장년층의 자살률은 대구가 가장 높은 수치를 기록하였다.
20세에서 39세 사이 청·장년층에서는 강원, 전남, 충남 지역의 자살률이 가장 높게 조사되었다.

## 방법
대한민국에서는 총기 소지가 엄격히 제한되어 있기 때문에, 여성 자살자의 약 3분의 1만이 폭력적인 수단을 사용하는 것으로 나타났다. 한국 여성의 자살 수단으로 가장 흔하게 사용되는 방법은 중독, 특히 농약 중독이며, 여성 자살 사망자의 절반가량이 농약을 사용한 것으로 조사되었다. 실제로 1996년부터 2005년까지의 자살 중 58.3%가 농약 중독에 의한 것으로 보고된 바 있다.
또한 교살(목을 맴)은 대한민국에서 자살 시 가장 널리 퍼진 또 다른 방법으로 자리잡았다. 전정 등 일부 연구에서는 자살 시도가 계획된 경우와 충동적인 경우 간에 사용하는 수단에 차이가 있다고 밝히고 있다. 특히 계획 없이 자살을 시도한 사람은 화학 약품이나 투신을 사용하는 비율이 계획적 자살 시도자보다 3배가량 높았다.
한편, 박수빈 등의 연구에서는 2000년부터 2011년까지 대한민국 자살률이 전반적으로 증가한 주된 이유 중 하나로 '교살 방식의 자살 증가'를 지목하고 있다. 이 시기 동안 교살은 고통이 적고, 사회적으로 허용되며, 쉽게 접근 가능한 수단으로 인식되어 점차 일반화되었고, 21세기 초반에는 가장 흔한 자살 방식 중 하나로 자리잡게 되었다.

### 일산화탄소 중독
최근 몇 년간 자살률이 증가하는 가운데, 연탄을 태워 일산화탄소에 중독되는 방식의 자살 시도가 발생하고 있다. 연탄 연소 시 발생하는 일산화탄소는 무색·무취의 치명적인 기체로, 환기가 제대로 이루어지지 않는 공간에서 빠르게 중독을 유발할 수 있어 자살 수단으로 악용되는 사례가 보고되고 있다.

### 교량 투신
교량 투신 또한 자살 수단 중 하나로 사용되고 있다. 서울의 마포대교는 이와 관련하여 ‘자살 다리’, ‘죽음의 다리’로 불릴 정도로 자살 명소로 인식되고 있는 실정이다. 이에 따라 우리 당국은 해당 교량을 ‘생명의 다리’로 명명하고, 다리 난간 곳곳에 위로와 희망의 문구를 게시하는 등 자살 예방을 위한 조치를 시행해왔다.

## 주목할만한 자살

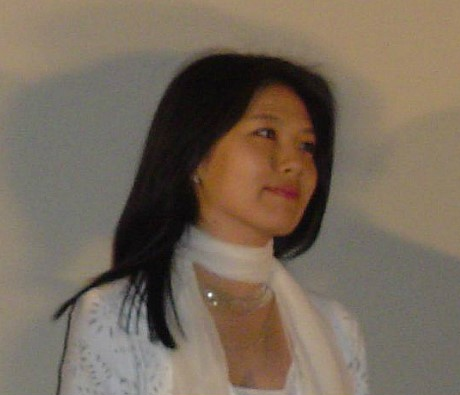
배우 이은주는 24세의 나이에 자살하였다.

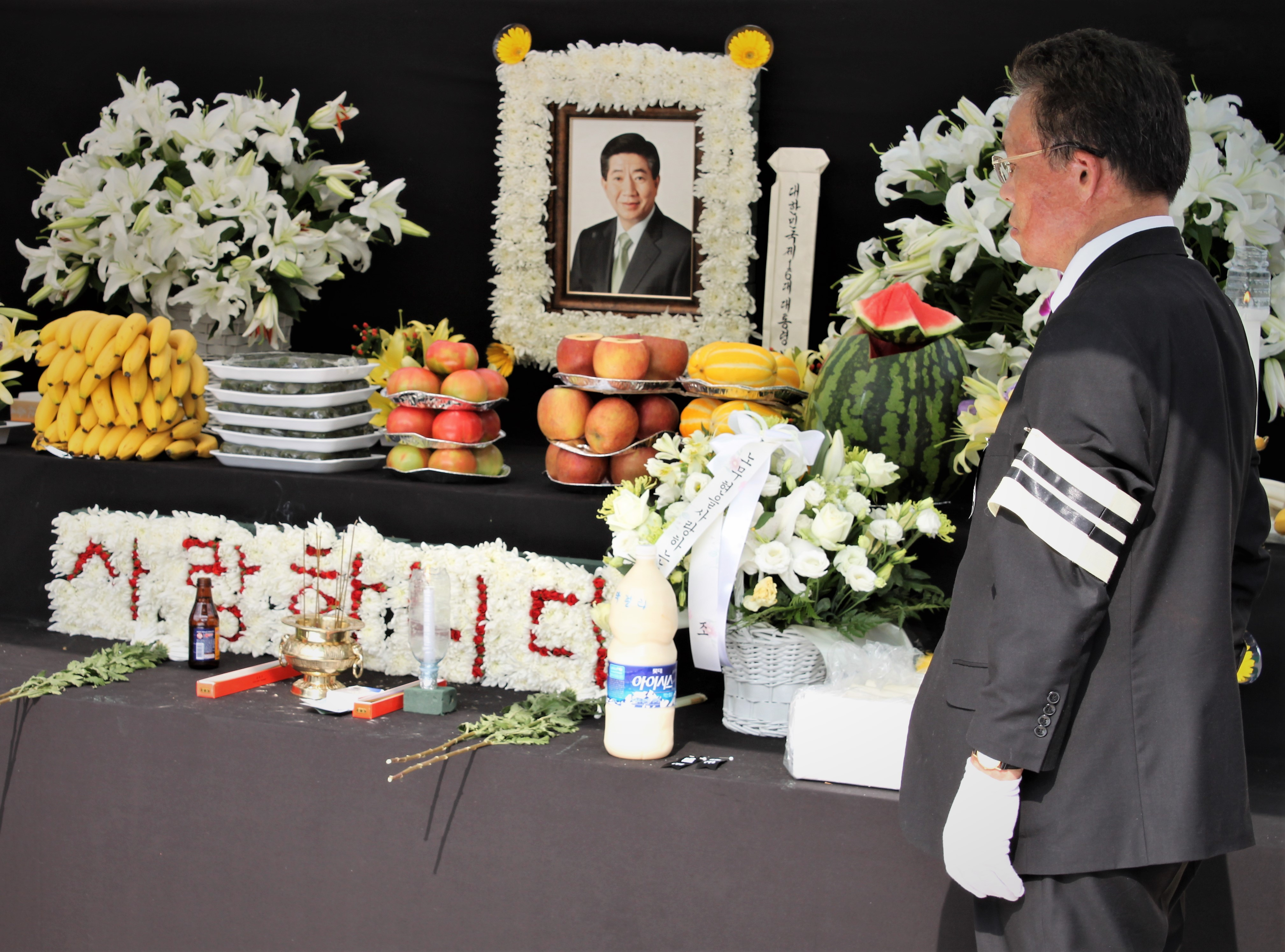
대통령 노무현은 2009년 5월 23일 고향인 봉하마을에서 자살하였다.

유명인은 대중의 주목을 받으며 활동하는 직업적 특성상, 과도한 경쟁, 사생활 침해, 불안정한 고용 구조에 지속적으로 노출된다. 이러한 환경은 정신적·정서적 부담을 가중시키며, 우울증이나 불안 장애와 같은 정신 건강 문제로 이어질 가능성을 높인다. 특히 일부 연예인들은 사생활에 대한 무분별한 노출과 악성 댓글로 인한 사이버 폭력에 직면하게 되며, 이는 극단적 선택의 중요한 요인으로 지적되었다. 자살 사건 다수에서 공통적으로 드러난 문제는 바로 온라인 악성 댓글이었다.
일부 연예인의 죽음은 특정 집단적 괴롭힘이나 허위사실 유포와 직접적으로 연관된 것으로 알려졌다.
이 사건들은 “표현의 자유”라는 이름으로 방치되던 사이버 폭력 문제를 사회적으로 재조명하게 만들었다. 주요 포털사이트는 연예 뉴스 댓글창 폐지, 실시간 검색어 제도 축소 등 구조적 변화를 도입하였다.
연예인 자살 사건은 언론에 의해 자극적으로 다루어지는 경우가 많았다. 구체적 방법이나 장소를 상세히 언급하거나, 연예인의 인간적 고통보다는 사건의 충격성에 집중하는 보도가 빈번하였다. 이는 모방 자살을 유발하는 베르테르 효과를 강화하였다는 비판을 받았다. 이후 언론계는 자살 보도 권고 기준을 준수하는 방향으로 점진적 변화를 모색하고 있다.
연이은 사건을 계기로, 소속사와 방송사가 소속 연예인 심리 상담 지원, 정신 건강 관리 프로그램, 휴식 보장 제도 등을 도입하려는 움직임을 보였다. 그러나 아직까지는 체계적이고 지속적인 지원이 충분하지 않다는 지적이 존재한다. 일부 소속사는 여전히 경제적 이익을 우선시하며, 연예인의 정신 건강 문제를 방치하거나 은폐하려는 경향을 드러내기도 한다. 대중에게 큰 충격을 주었고, 이는 곧 정신 건강 문제에 대한 사회적 인식 변화로 이어졌다. 우울증과 같은 정신질환을 공개적으로 언급하는 연예인들이 늘어나면서, 대중 역시 이러한 문제를 개인적 약점이 아닌 사회적·보편적 현상으로 받아들이는 분위기가 형성되고 있다.

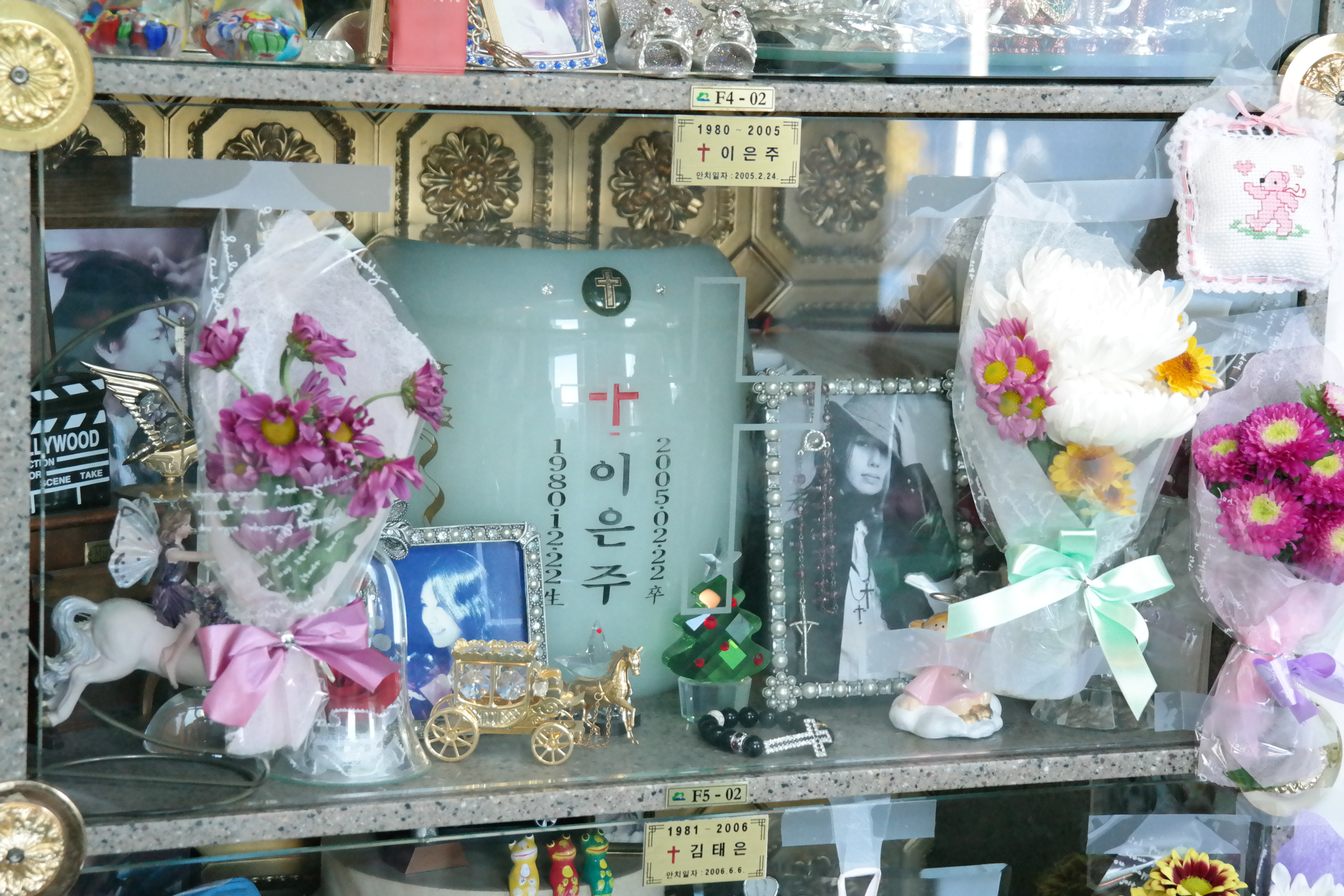
경기도 고양시에 위치한 자유로청아공원(청아공원) 기독교전용관에 안치된 대한민국의 배우 이은주의 유골함.

| 일시             | 이름               | 직업                    | 비고                               |
| ---------------- | ------------------ | ----------------------- | ---------------------------------- |
| 1926년 8월 4일   | 윤심덕             | 성악가 · 가수 겸 배우   |                                    |
| 1929년 11월 3일  | 이장희             | 시인                    |                                    |
| 1966년 12월 27일 | 구흥남             | 정치인                  |                                    |
| 1990년 2월 4일   | 장덕               | 가수                    |                                    |
| 1996년 1월 1일   | 서지원             | 가수                    |                                    |
| 1996년 1월 6일   | 김광석             | 가수                    |                                    |
| 1999년 6월 5일   | 윤희중             | 가수 겸 정치가          | 이선희의 남편                      |
| 2003년 8월 4일   | 정몽헌             | 기업인                  | 정주영의 아들                      |
| 2004년 2월 4일   | 안상영             | 정치인                  | 부산광역시장                       |
| 2004년 4월 29일  | 박태영             | 정치인                  | 전라남도지사                       |
| 2005년 2월 22일  | 이은주             | 영화배우                |                                    |
| 2007년 1월 21일  | 유니               | 가수                    |                                    |
| 2007년 2월 10일  | 정다빈             | 배우                    |                                    |
| 2007년 5월 28일  | 여재구             | 배우                    |                                    |
| 2008년 9월 8일   | 안재환             | 배우                    | 정선희의 남편                      |
| 2008년 10월 2일  | 최진실             | 배우                    | 최진실의 죽음 문서를 참고하십시오. |
| 2008년 12월 1일  | 이서현             | 가수                    |                                    |
| 2009년 1월 17일  | 김석균             | 배우                    |                                    |
| 2009년 3월 7일   | 장자연             | 배우                    |                                    |
| 2009년 3월 12일  | 이창용             | 가수                    |                                    |
| 2009년 5월 23일  | 노무현             | 정치인, 前 대통령       |                                    |
| 2009년 11월 4일  | 박용오             | 기업인                  | 한국야구위원회 전 총재             |
| 2010년 3월 29일  | 최진영             | 배우                    | 최진실의 남동생                    |
| 2010년 6월 30일  | 박용하             | 배우 겸 가수            |                                    |
| 2010년 10월 22일 | 유주               | 모델, 레이싱걸, 가수    |                                    |
| 2010년 11월 12일 | 박혜상             | 배우                    |                                    |
| 2010년 5월 27일  | 채동하             | 가수                    | SG 워너비 소속으로 활동했던 가수   |
| 2011년 5월 23일  | 송지선             | 아나운서                |                                    |
| 2011년 8월 25일  | 한채원             | 배우                    |                                    |
| 2011년 11월 8일  | 김추련             | 가수 겸 영화배우        |                                    |
| 2011년 11월 24일 | 정명현             | 배우                    |                                    |
| 2012년 6월 13일  | 정아율             | 배우                    |                                    |
| 2012년 8월 1일   | 남윤정             | 배우                    |                                    |
| 2013년 12월 12일 | 김지훈             | 가수 겸 작사가, 작곡가  |                                    |
| 2014년 1월 13일  | 한지서             | 가수 겸 배우            |                                    |
| 2015년 4월 9일   | 성완종             | 정치인                  |                                    |
| 2015년 10월 27일 | 김현지             | 가수                    |                                    |
| 2016년 6월 26일  | 김성민             | 배우                    |                                    |
| 2017년 7월 5일   | 조금산             | 개그맨                  |                                    |
| 2017년 9월 5일   | 마광수             | 소설가, 교수            |                                    |
| 2017년 10월 6일  | 이의수             | 모델                    |                                    |
| 2007년 11월 6일  | 변창훈             | 검사                    |                                    |
| 2017년 12월 18일 | 종현               | 가수                    | 샤이니                             |
| 2018년 7월 23일  | 노회찬             | 정치인                  |                                    |
| 2019년 6월 29일  | 전미선             | 배우                    |                                    |
| 2019년 7월 16일  | 정두언             | 정치인                  |                                    |
| 2019년 10월 14일 | 설리               | 가수 겸 배우            | f(x) 소속으로 활동했던 가수        |
| 2019년 11월 24일 | 구하라             | 가수                    | 카라 前 멤버                       |
| 2019년 12월 3일  | 차인하             | 배우                    |                                    |
| 2020년 6월 26일  | 최숙현             | 트라이애슬론 선수       |                                    |
| 2020년 7월 8일   | 진워렌버핏(진현기) | 인터넷 방송인           |                                    |
| 2020년 7월 9일   | 박원순             | 정치인, 광역자치단체장  | 서울특별시장                       |
| 2020년 7월 31일  | 고유민             | 배구선수                |                                    |
| 2020년 9월 14일  | 오인혜             | 배우                    |                                    |
| 2020년 11월 2일  | 박지선             | 개그우먼                | 어머니와 함께 죽음                 |
| 2021년 1월 23일  | 송유정             | 배우                    |                                    |
| 2021년 1월 25일  | 아이언             | 레퍼 가수               |                                    |
| 2022년 1월 24일  | 잼미               | 유튜버, 트위치 스트리머 | 악성 댓글과 루머                   |
| 2022년 2월 4일   | 김인혁             | 배구선수                | 악성 댓글과 루머                   |
| 2023년 10월 12일 | 김용호 (기자)      | 기자, 유튜버            |                                    |
| 2023년 11월 29일 | 자승               | 제29대 총무원장         |                                    |
| 2023년 12월 27일 | 이선균             | 배우                    |                                    |

## 기타

### 동반 자살
대한민국에서는 동반자살 사건이 잇따라 발생하면서 우려가 커지고 있다. 특히 인터넷이 발달한 대한민국은 인터넷 카페를 비롯한 웹사이트를 비밀리에 만들어 만나 동반자살 하는 경우가 있다. 이러한 웹사이트는 운영 자체가 불법이지만 비공개로 활동하다보니 단속이 쉽지 않은 상황이다. 다양한 지역에서 만나 자살하는 경우도 있다. 동반자살을 시도하는 사람들은 연탄불 등을 이용해 유독가스 질식 자살을 택하는 경우가 많다.

### 자살 정보 또는 동조 사이트
경찰청은 2009년부터 매년 보건복지부(소관 중앙자살예방센터, 現 한국생명존중희망재단)와 공동으로 '인터넷상 자살유해정보 신고대회'를 개최하여 왔으며, 이 신고대회에는 사이버명예경찰인 누리캅스와 중앙자살예방센터 모니터링단이 참여하고 있다. 특히, 2016년에는 누리캅스 818명과 중앙자살예방센터 모니터링단 100명이 참여하여 총 9000여건의 자살유해정보를 방송통신심의위원회와 포털사 등에 삭제를 요청하여 그 중 5400여건을 삭제하였다.

### 왕따에 의한 자살
초,중,고등학생 또는 직장 내의 왕따와 기수열외와 같은 군대 내의 조직적인 왕따 등 대한민국에 널리 행해지고 있는데 이는 심리적 고통을 주어 우울증을 부르고 자살에까지 이르게 하고 있다. 최근들어 가해행위의 방법이 갈수록 지능화되어가고있어 이에따른 대책이 시급한 실정이다. 이기주의적인 사람들이 많아지고 타인을 배려하는 마음이 많이 약해졌으며 단순히 개인 또는 다수의 쾌락과 결속력을 위하여 가해행위를 하는 사람들 또한 적지 않다. 대부분의 경우 다수와 싸워야하는 피해자입장에서 도움받을 곳이 충분하지 않다면 자살이라는 극단적인 선택을 할 수도 있다. 인터넷이 발달됨에 따라 SNS 등을 통한 왕따행위와 비슷한 '마녀사냥'이 또한 최근의 자살이유중 하나이다.

### 자살 예방 가이드라인
이 가이드라인은 방송과 인터넷 등 영상콘텐츠에서 자살 장면을 신중하게 묘사할 것을 권고하기 위한 것입니다.

많은 국가에서 언론 보도는 물론 영상콘텐츠에서 자살 장면을 신중하게 표현할 것을 권고하고 있습니다. 생명은 소중합니다. 표현의 자유를 최대한 존중하면서도 영상콘텐츠의 자살 장면에 영향을 받아 소중한 생명을 잃는 일을 막고자 이 가이드라인을 만들었습니다. 자살 장면은 모방 자살의 원인이 될 수 있습니다. 미디어에 자살 장면이 자주 등장하면 대중이 자살을 대수롭지 않은 일로 여기게 될 수 있습니다.
구체적으로 묘사된 자살 장면은 영상이 갖는 힘 때문에 심각한 부작용을 일으킬 수 있습니다. 자살을 문제 해결의 수단으로 제시하는 것도 유사한 문제를 가진 사람의 자살을 부추길 수 있습니다. 특히 감수성이 예민한 청소년들에게 미치는 효과가 크기 때문에 더욱 주의해야 합니다.
'자살보도권고기준 3.0'이 언론의 자살 보도 방식에 긍정적인 변화를 가져왔습니다. '영상콘텐츠 자살 장면 가이드라인' 역시 자살 예방에 기여할 수 있습니다. 이 지침에 따라 영상콘텐츠를 제작해 주신다면, 소중한 생명을 구하는 데 도움이 될 것입니다.
또한, 자살을 고민하는 사람들에게 도움을 줄 수 있는 기관이나 활동을 소개하고, 도움 찾기 행동을 권장하는 것도 자살 예방에 큰 도움이 됩니다.

### 자살보도권고기준 3.0 다섯 가지 원칙
1. 기사 제목에 ‘자살’이나 자살을 의미하는 표현 대신 ‘사망’, ‘숨지다’ 등의 표현을 사용할 것.
2. 구체적인 자살 방법, 도구, 장소, 동기 등을 보도를 자제할 것.
3. 자살과 관련된 사진이나 동영상은 모방자살을 부추길 수 있으므로 유의해서 사용할 것.
4. 자살을 미화하거나 합리화하지 말고, 자살로 발생하는 부정적인 결과와 자살예방 정보를 제공할 것.
5. 자살 사건을 보도할 때에는 고인의 인격과 유가족의 사생활을 존중할 것을 명시하고 있다.— 한국기자협회 발췌

### 자살 예방 문구
※ 우울감 등 말하기 어려운 고민이 있거나 주변에 이런 어려움을 겪는 가족ㆍ지인이 있을 경우 자살예방 상담전화 ☎109에서 24시간 전문가의 상담을 받을 수 있습니다.— 뉴스 기사 하단에 자살을 예방하는 문구

## 원인
대한민국 자살시도자의 60~72%, 자살사망자의 80%가 정신질환을 지니고 있었고 그 중에서 80% ~ 90%는 우울증의 결과로 추산되고 있다. 평생 한 번이라도 우울증을 앓은 사람이 전체 인구의 5.6% (약 200만 명)에 달하는 것으로 나타났다. 현재 우울증을 앓고 있는 사람도 전 국민의 2.5% (약 100만 명)에 이른다. 하지만 정신과 등에서 우울증 치료를 받고 있는 환자 수는 29만 명에 그쳤고, 이 중에서 지속적으로 치료를 받는 사람은 15만 명 (15%)에 불과한 실정이다. 전문적인 정신ㆍ심리 상담 치료를 기피하는 분위기가 여전하기 때문이다. 기피의 원인로는 정서적 문제에 대한 대화를 금기시 하는 문화, 정신과 치료에 대한 부정적 인식, 정신과 진료에 대한 기록으로 인한 불이익 (취업, 보험가입, 진료 기록 누출 시 타인의 부정적 인식) 걱정, 심리 상담 치료 에 대한 낮은 인식 때문으로 나타났다.

### 심각한 인격 장애
대한민국의 정신과 의사들은 대한민국 인구의 10~20%가 인격 장애의 경향이 있다고 보며, 이 가운데 1%를 매우 심각한 수준이라고 지적한다. 또 대한민국 내에서만 5만에서 10만에 달하는 인격 장애자가 있을 것이라고 추정하고 있다. 대한민국에서는 심각한 인격 장애를 앓고 있는 사람의 수가 어마어마함에도 불구하고 정확한 상황 파악이나 조사가 되고 있지 않은 실정이며, 예방이나 치료도 매우 허술해 매우 심각한 상황에 직면해 있다.

## 자살자들의 행동
대한민국의 자살 사망자 중 90%가 사망 1년 전에 일차의료 서비스를 이용하였고, 1달 이내 이용자는 76%에 달하는 것으로 나타나 일차의료기관 의료인들의 자살예방을 위한 활동이 필요한 것으로 나타났다.

## 같이 보기
- OECD 회원국 자살률 목록
- 국가별 자살률 목록
- 자살률에 따른 나라 목록